# Ядерна зима

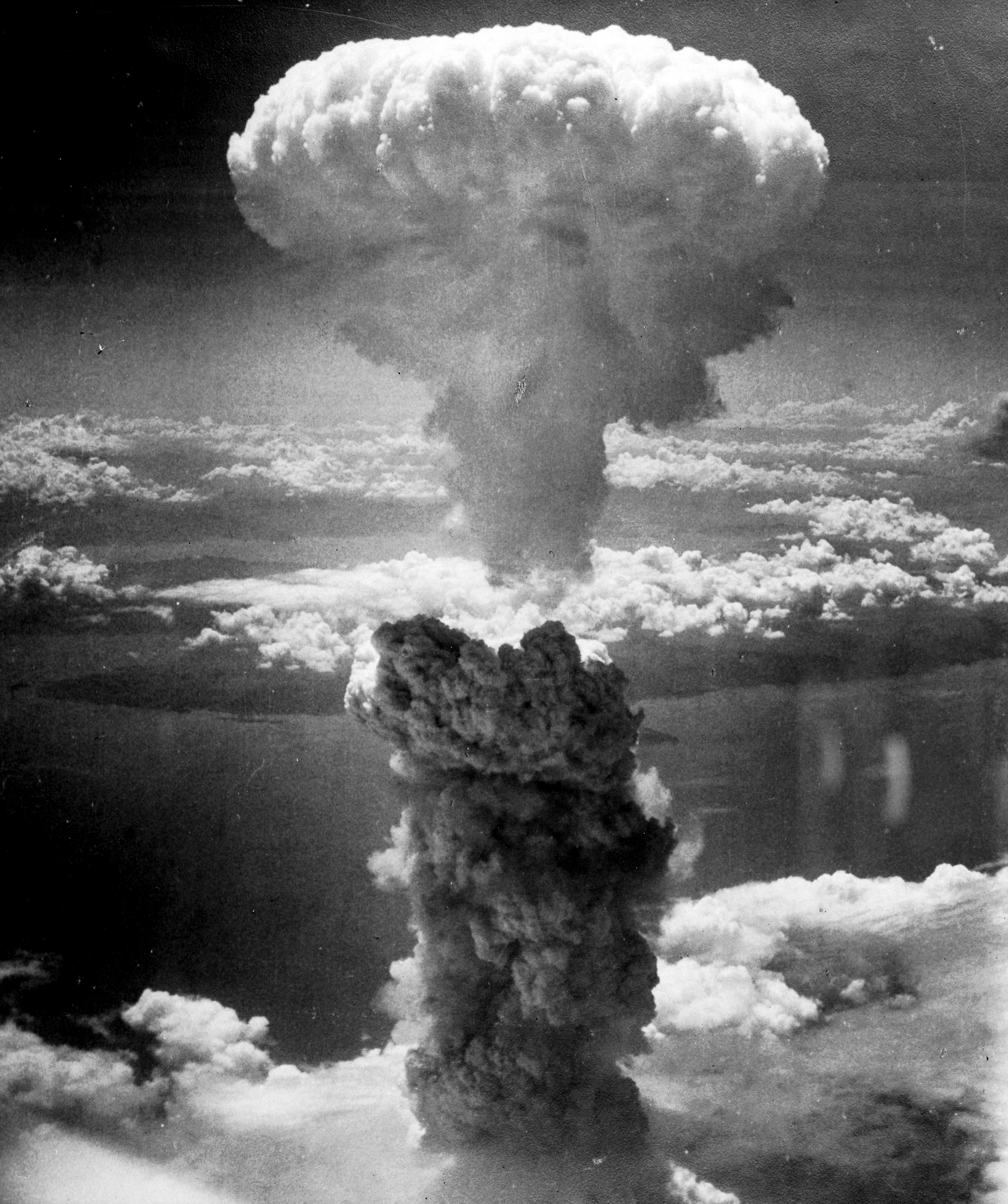
Ядерний вибух у Нагасакі, Японія

Ядерна зима — гіпотетичний глобальний стан клімату Землі в результаті широкомасштабної ядерної війни. За гіпотезою вважається, що в результаті викиду в стратосферу великої кількості диму і сажі, масштабних пожеж при вибуху 30—40 % накопичених у світі ядерних бомб, температура на планеті повсюдно знизиться до арктичної в результаті суттєвого підвищення кількості відбитого світла.
Вперше можливість ядерної зими передбачена Карлом Саганом в США (1983).
В СРСР з таким же припущенням виступив Г. С. Голіцин, розрахунки виконав В. В. Александров. Теорія ядерної зими була розповсюджена радянським КДБ в якості «активного заходу» (дезінформація).

## Сутність ядерної зими
Щодо ядерної зими є два невідомі чинники: по-перше, наскільки вона буде тривалою і холодною, а, по-друге, якою мірою ядерна зима означає вимирання людства. Стосовно першого фактора існують різні оцінки: від украй суворих (Н. Н. Моїсєєв, Карл Саган) до відносно м'яких концепцій «ядерної осені». Наявна критика концепції ядерної зими зосереджується навколо таких питань:
- Яка кількість сажі виникне і буде викинута в тропосферу у разі великомасштабної ядерної війни?
- Який вплив вона матиме на температуру Землі?
- Як довго вона буде перебувати у верхніх шарах атмосфери?
- Який вплив матиме падіння температури на виживання людей?

Окремі дослідження зосереджуються на аналізі кожного з цих факторів, приймаючи як даність результати попереднього. Наприклад, недавнє американське дослідження проблеми впливу ядерної зими на клімат приймає як вихідні дані кількість сажі в тропосфері, рівну 150 млн тонн. У вихідному аналізі Н. М. Моїсеєва [Моїсеєв, 1985] ця кількість була 4 млрд тонн, і відповідно, падіння температури склало 20, а не 50 градусів, як у М. М. Моїсеєва. У статті І. М. Абдурагімова «Про неспроможність концепції „ядерної ночі“ і „ядерної зими“ внаслідок пожеж після ядерного ураження» [Абдурагімов, 2009] наводиться жорстка критика саме за кількістю сажі, що виділиться в результаті повномасштабної ядерної війни.
При лісовій пожежі згорає в середньому тільки 20 % від горючої маси, з неї тільки половину маси складає чистий вуглець, і більшість цього вуглецю згорає повністю, тобто  без залишку частинок вугілля. Водночас тільки частина сажі буде настільки дрібнодисперсною, що зможе висіти в тропосфері й затемнювати Землю. Щоб транспортувати цю сажу в тропосферу, де вона може «зависнути» через відсутність там конвекції, потрібно виникнення специфічного явища — вогняного торнадо (оскільки сама куля ядерного гриба, що досягає тропосфери, має настільки велику температуру, що в ній всі частинки сажі згорають). Вогняне торнадо утворюється не при всіх ядерних вибухах. Воно не має утворюватися в сучасних містах, побудованих таким чином, щоб уникнути цього ефекту, наприклад, у містах колишнього СРСР. І, крім того, воно різко покращує згорання, як міхи в плавильній печі, внаслідок чого сажі в ньому набагато менше.
Ці особливості відрізняють сажу при ядерній зимі від звичайного вулканічного пилу, що буквально вистрілюється в стратосферу з жерла вулкана. При цьому вулканічний пил складається з більш важкого оксиду кремнію і набагато швидше випадає з тропосфери.